# كوز الذهب (فلم)
كوز الذهب (بالإنجليزي: The Golden Bowl) فيلم درامي صدر عام 2000 للمخرج جيمس آيفوري من تأليف روث براورجابفالا. هذا الفيلم مأخوذ عن رواية تحمل العنوان نفسه صدرت عام 1904 لكاتبها هنري جيمس وهي تتصدر القائمة باعتبارها أهم أعماله الفنية.

## القصة
تدور أحداث القصة حول أمير روماني أرستقراطي عظيم الشأن رغم تعسر حاله يدعى أمريجو، وهو خطيب العضوة الأمريكية البارزة في المجتمع ماجي فيرفر، وقد تعرفا على بعضهما عن طريق صديقتهما المقربة السيدة فاني أسينغهام.أما بطلة القصة وهي ماجي، فهي مقربة جدا من أبيها الأرمل المليونير آدم القاطن في إنجلترا والذي كان ينوي التمويل لبناء متحف وجعله مقرا لمجموعة أعماله الفنية وتحفه القديمة التي سيحضرها من أمريكا.
وفيما مضى ومالا تعرفه ماجي أنه قبل خطوبتها من أمريجو، كان هذا الأخير على علاقة عاطفية مع تشارلوت صديقة ماجي من أيام الدراسة.انفصل الصديقان عن بعضهما نتيجة لفقرهما المدقع، لكن تشارلوت مازالت تحبه. وحينما وصلت أرض لندن على حين غرة لحضور الزفاف، أخذها أميريجو لمتجر عتيق بغرض البحث عن هدية لزفافه بوجود مالك المتجر أي.إل جارفيس الذي عرض عليهم كوزاً قديمةً منحوتة من قطعة مفردة من البلور الصخري مرصعة بالذهب جازما بأنها خالية من العيوب. إلا أنه كان لأمريجو رأي آخر فقد لاحظ وجود شق ملحوظ ونقيضا لرأي المالك فإن أمريجو يظن بأن الكوز متصدع. وأما بالنسبة لتشارلوت فقد كانت تعتزم شراء الكوز إلا أنها كانت مترددة مما جعل المالك يحتفظ بالكوز جانبا إلى أن تتخذ قرارها.
بعد مرور عدة سنوات رزق فيها أمريجو وماجي بطفل، عادت تشارلوت لإنجلترا لأنها تدين للعائلة بزيارة لموطنهم الأصلي ولكنها لم تجد أحدا غير آدم فبقيت معه بيد أن الزوجان كانا قد قررا فجأة الذهاب إلى إيطاليا الأمر الذي قرب تشارلوت من آدم فوقع في حبها وعرض عليها الزواج. سُرت ماجي بسماع خبر زواج أبيها بعدما كانت قلقة عليه من الوحدة. وبعد الزواج أصبحت حياة الزوجين مترابطة بشكل وثيق على الرغم من أن تمضية ماجي وقتها برفقة أبيها قد نفرت أزواجهم. وفي أحد حفلات عطلة نهاية الأسبوع التي أقيمت في البلاد تأججت العلاقة بين تشارلوت وأميريجو وقد كانت السيدة فاني على علم بذلك إلا أنها أخفت الأمر عن ماجي لئلا تجرحها، إلا أنه مع مرور الوقت ساورت ماجي الشكوك حول كمية الوقت الذي يمضيه زوجها برفقة زوجة أبيها.
وبينما كانت ماجي تبحث عن هدية مميزة لأبيها صادف أنها كانت تتجول في متجر جارفيس الذي عرض عليها كوز الذهب الذي وضعه جانبا لتشارلوت قبل سنوات، فوافقت على شراءه وطلبت إيصاله للمنزل. ولما اكتشف جارفيس الشق الواضح في الكوز قام بإعادته بنفسه لماجي وأوضح لها العيب في الكوز ثم عرض عليها شراءه بنصف المبلغ. وبينما كان ينتظرها في غرفة الرسم لاحظ صورة على الطاولة تجمع أمريجو وتشارلوت فأخبر ماجي -بحسن نية-أن الاثنان اللذان في الصورة هما من كانا يعتزمان شراء الكوز في الماضي. وهذا ما جعل ماجي تدرك بأن كليهما يعرف الآخر منذ زمن فدفعها ذلك إلى مواجهة أميريجو الذي اعترف لاحقا بماضيه مع تشارلوت وبعلاقتهما.
وفي وقت عودة عائلة فيرفر إلى البلدة وحينما كان آدم مسافراً، اقترح على تشارلوت أن يعودا إلى أمريكا لحضور حفل افتتاح المتحف بالرغم من معارضة تشارلوت للفكرة بشدة. ازداد الوضع سوءا بعد قدوم أمريجو وماجي برفقة عائلة أسينغهام. بعدها حاولت تشارلوت إقناع أميريجو بالهرب معها لكي يقوم بمنعها فيقال بأنه لا يحبها. وفي أثناء ذلك، قرر كلا من ماجي وأبوها الانفصال لأجل إنقاذ زواج كليهما. على الرغم من أن تشارلوت بدت في البداية مؤيدة -وبيأس شديد- فكرة المكوث مع آدم وانتهى الفيلم بلقطة للزوجين وهم يصلون إلى مدينة مجهولة ملؤها الصخب في أمريكا.

## الممثلون
- كيت بيكينسيل بدور ماجي فيرفر
- جيمس فوكس بدور الكولونيل بوب أسينجهام
- أنجيليكا هيوستن بدور فاني أسينجهام
- نيك نولتي بدور آدم فيرفر
- جيريمي نورثام بدور الأمير أميريجو
- مادلين بوتر بدور الليدي كاستلدين
- أوما ثورمان بدور تشارلوت ستانت
- نيكولاس داي بدور اللورد كاستلدين
- بيتر إير بدور أي. آر جارفيس

## الإنتاج
وقد سبق وشارك الثلاثة وهم المخرج آيفوري والمنتج ميرتشانت ومعد السيناريو جهابفالا في تحويل روايتي هنري جيمس«الأوروبيون (رواية)» و«البوستونيون» إلى أفلام. وقد تم تصوير الفيلم في مواقع مختلفة من أنحاء إنجلترا ومن ضمنها قلعة بيلفوار في مقاطعة ليسسترشير والمنزل الريفي (برغلي هاوس) في مقاطعة لينكولنشير وقاعة هيلمينجهام في سافولك ومتحف البخار بكيوبريدج وقصرسيون الواقعين في مقاطعة ميدلسكس وقصر لانكاستر ومقر عمل عمدة لندن (مانشن هاوس) في لندن. أما بالنسبة لمواقع التصوير في إيطاليا فهي كالآتي: قصر بورجيس (بالإيطالية: Palazzo Borghese)في بلدة أرتينا وقصر الأمير ماسيمو في بلدة أرسيولي.وبالنسبة للموسيقى التصويرية للفيلم فقد شملت على أغنية «موونسترك» لمؤلفيها ليونيل مونكتون وإيفان كاريل وأغنية «ساراباندي» لمؤلفتها كلودي ديبوسي والثالثة «وول ستريت راج» لسكوت جوبلين.

## الإصدار
عرض الفيلم في مهرجان كان السينمائي لعام 2000 إلا أنه لم يلق رواجا يذكر، الأمر الذي دفع ميراماكس (الموزع الأصلي للفيلم) لطلب الإذن من آيفوري ومرتشانت باقتطاع لقطات من الفيلم وتقليل مدته. ولكنهم رفضوا الأمر مما جعل الشركة تبيع الفيلم لشركة ليونس جيت 
وقد تم الترويج للفيلم في أنحاء أوروبا قبل أن يتم إطلاقه في الولايات المتحدة في السابع والعشرين من إبريل عام2001، بعد العرض الأول الذي أقيم في مهرجان بالم سبرينجز الدولي. وفي افتتاحيته التي صادفت عطلة نهاية الأسبوع عرض الفيلم على خمسة شاشات وحصد 90.170دولار. وفي أوج انتشاره في الولايات المتحدة، مثل الفيلم في 117 عرض مسرحي. وصلت عائدات الفيلم إلى 3.050.532 دولار في الولايات المتحدة و2.703.146دولارفي السوق الأجنبية بمجمل 5.753.678دولار في شباك التذاكر في جميع أنحاء العالم.

## النقد الفني
تلقى الفيلم مزيجا من المراجعات الإيجابية التي تعود %53 منها لموقع روتن توميتوز الذي أجمع على أن " كوز الذهب لطاقم عمل ميرتشانت آيفوري يعد مذهلا كفيلم للمشاهدة إلا أن صانعي الفيلم قد واجهوا صعوبة في نقل شخصيات رواية هنري جيمس للشاشة نقلا حقيقيا." " 
صرحت صحيفة نيويورك تايمز قائلة"عند نقل الرواية إلى فيلم فإن كلا من المنتج إسماعيل مرتشانت وشريكه المخرج جيمس آيفوري وصديقتهم المقربة الكاتبة روث براور جابفالا قد ساهموا في صناعة فيلم طموح يظهر غموض عاطفتهم تجاه الثقافة التي تتميز بعلو الإدراك والمتأثرة بصروح الأدب مثل جيمس وإي. إم. فورستر على عكس الثقافة الشعبية التي يمكن وصفها بأنها بدائية كونها حجبت شخص هؤلاء الأبطال الأدبيين.
كانت أكثر مشكلة واجهها الفيلم هو أن رغم جهود الكاتبة التي كتبت النص بدقة وعناية إلا أن هنالك بعض الحوارات التي لم تعبر عن المشاعر الخفية في الرواية نفسها إذ أنه مهما كانت جودة ترجمة أفكار الشخصيات إلى حوار أو وصف حجم ثراءهم وحياتهم الخاصة المعقدة عن طريق الحوار بدون اللجوء لخاصية السرد فإن ذلك كفيل بالتقليل من قدر الشخصيات وتحويل الدراما التي يفترض أن تكشف الحقائق الخفية إلى لغة مقتضبة شائعة بين المسلسلات الدرامية (أوبرا الصابون) الحاذقة."
وعلق روجر إيبرت من صحيفة شيكاغو سن-تايمز قائلا "أحببت هذا الفيلم لأنه أبقاني مستقلا ولكن ذلك ما يفترض أن أكون عليه لأن الشخصيات في نهاية المطاف كانت متباعدة عن بعضها البعض كما أن مأساة القصة كانت ضمنية ولم يفصح عنها قط.وذلك ماسيساعدعلى ماأظن في محاكاة الرواية أو في إحداث نقلة عاطفية تماشيا مع شخصيات القصة.
وعن إدوارد جوثمان من صحيفة سان فرانسيسكو كرونيكل فقد وصف الفيلم قائلا:" مؤدى بإتقان وفائز ببراعة ومكتوب بصورة جميلة" وأشار "لم تكن تشارلوت الشخصية الرئيسة في رواية جيمس عام 1904 إلا أنها أصبحت كذلك في الفيلم إذ لعبت دوراً أساسياً فيه. لقد لعبت أوما ثورمان ذات العنق الطويل دورا ظهرت فيه أقل مكرا مما لو لعبته نيني وهي عاملة تحسن التصرف فلا تبدو مناوراتها ناجمة عن دهاء أو ذكاء وإنما كأنها ناجمة من شريحة تأمرها بالتقيد بالحوار مع الحذر من الانحراف عنه. لذا فإن ذلك يعد خطأً في التمثيل يجعل المشاهد يتمنى لو أن المخرج قد اختار ممثلة أكثر شهرة مثل كيت وينسلت ربما أو كيت بلانشيت اللواتي قد يعطين بعداً للشخصية ومعنى ضمنيا بطريقة لا تستطيعها ثورمان.
قيم مايك كلارك من صحيفة يو إس إيه توداي الفيلم اثنين من أربعة وعلق قائلا "يحوي النص الكثير من تبادل الحوارات الذي يبدو وكأن الممثلين يقرأون النص من الورق وحتى أفضل الممثلين يبدون بأنهم كانوا يمثلون في فراغ. بين الفيلم حسن نيته في المشاهد الأولى لأنها كانت جميلة إلا أن باقي الفيلم لا يعدو أن يكون مجرد كدح لدرجة أن الأهمية الجلية للتحفة في العنوان لا تستحضر غير اللامبالاة.
كما وصف إيمانويل ليفي وهو ناقد في مجلة فارايتي الفيلم قائلا "إنه مختلف بصورة هائلة مع بضع لمسات زمنية رائعة وهو أكثر من مجرد لحظات تدعو للضجر" و "ذو ذوق رفيع غريب ومنمق" وأيضا "فيلم هادف متعمد الأدبية (بقصد أن يكون أدبياً) يأخذ وقتا طويلا لبناء ذكرى روائية واكتشاف حبكاتها الدرامية المركزية" وأضاف "التصور الإبداعي لجيمس فيما يخص ضعف الإنسان وتجاربه بأسلوب السرد يجد تجسيده الحيوي بين الفينة والأخرى في العمل الذي قام به طاقم آيفوري والكاتبة جابفالا. إن جميع ما في الفيلم وبالتحديد في المقطع الأخير هو مسبور الأغوار بطريقة لفظية ظاهرة..... وتعد قيم الإنتاج وعلى وجه الخصوص تصاميم آندرو ساندرز وأزياء جون برايت فاتنة ولكنها تزين فيلما يتسم بالبطء وعلى نحو متقطع فقط.

## الجوائز والترشيحات
رشح المخرج جيمس آيفوري لنيل جائزةالسعفة الذهبية:(بالإنجليزية: Palme D'Or)في حفل كان السينمائي الذي أقيم عام 2000 بينما حاز مصمم الإنتاج أندرو ساندرز على جائزة إيفينيج ستاندرد للسينما البريطانية (بالإنجليزية: Evening Standard British Film Award) كأفضل عمل فني.

## الإصدار المنزلي
تم إصدار نسخة قرص الفيديو الرقمي للفيلم في السادس من نوفمبر كما وعرض في شاشات عرض بصيغة الأنامورفيك مع مقاطع صوتية باللغتين الإنجليزية والفرنسية وقد تمت دبلجة الفيلم إلى اللغتين الإنجليزية والأسبانية والميزة الإضافية الوحيدة للفيلم هي أن أول مقطع دعائي له كان عرضاً مسرحياً.

## روابط خارجية
- مقالات تستعمل روابط فنية بلا صلة مع ويكي بيانات